# Harmen Sickinghe

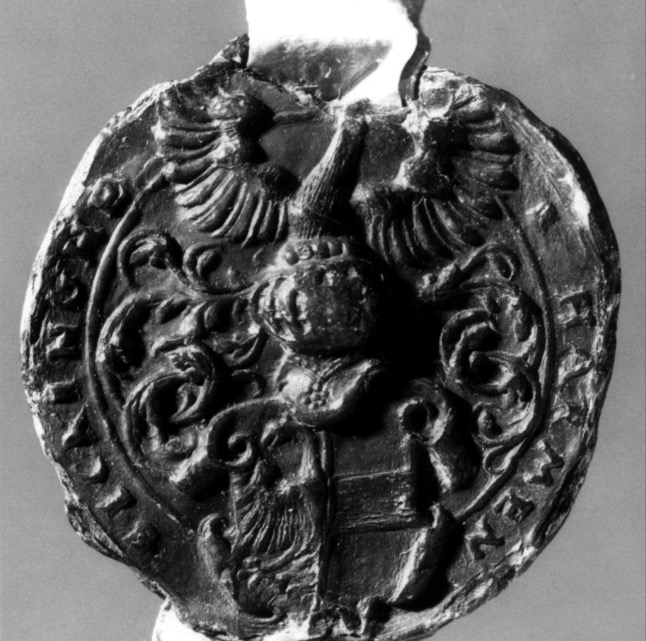
Zegel van Harmen Sickinghe, 24 januari 1590

Jonker Harmen (ook: Herman) Sickinghe (ca. 1540 - vóór 1606) was een Nederlands politicus, lid der Staten-Generaal, tresorier-generaal en speciaal gedeputeerde voor de Groningse Ommelanden. Hij was hoofdeling te Oldehove, Uithuizen, Uithuizermeeden en Zuidwolde. Hij was heer van slot Holwinda en borg Beyum. Sickinghe kende een bewogen (politiek) bestaan tijdens de Tachtigjarige Oorlog. Zo werd hij in 1577 samen met zijn broer Feijo Sickinghe als Ommelander edelman door de stad Groningen gevangen genomen en vastgezet. 
Sickinghe was betovergrootvader van de hertog van Ripperda en Grande der eerste klasse, baron Johan Willem Ripperda en oudvader van Ludolph Luirdt baron Ripperda, Spaans ambassadeur te Wenen en Juan María Vicencio, Baron de Ripperdá, brigadegeneraal en gouverneur van Spaans Texas en Honduras. 

## Leven
Sickinghe, telg uit het oud adellijke regentengeslacht Sickinghe, werd geboren als zoon van de Groningse burgemeester dr. Johan Sickinghe (1495-1572) en Anna Gysens (Chiesens). Harmen was vernoemd naar zijn grootvader van moeders kant, Harmen Gysens. 
Pieter Sickinghe (†1578); drost van Harlingen en grietman van Barradeel en Feijo Sickinghe (1546-1579); Ommelander heer, waren broers van Harmen. De bekende staatsman en burgemeester van Groningen ridder Peter Sickinghe (1455-1532) was zijn grootvader. Harmen zelf was een oom van de jonker en Noord-Groningse landedelman Johan Sickinghe (1576-1652).    

### Huwelijk en kinderen
Sickinghe trouwde rond 1567 met Wobbe Lewe tot Peise (1540), dochter van Joost Wigbolts Lewe (1515-1589).  

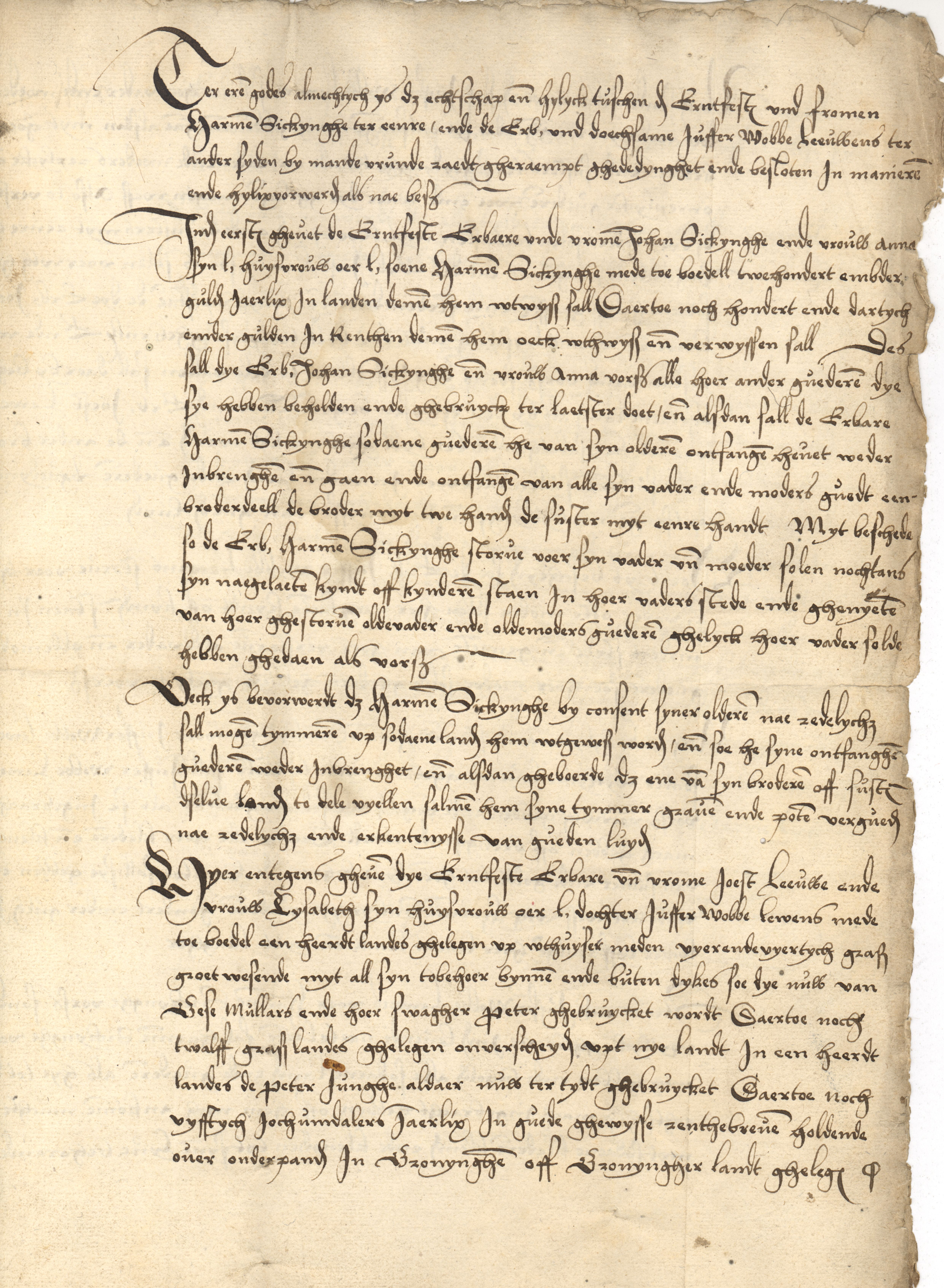
Eerste blad van het huwelijkscontract tussen Harmen Sickinghe en Wobbe Lewe
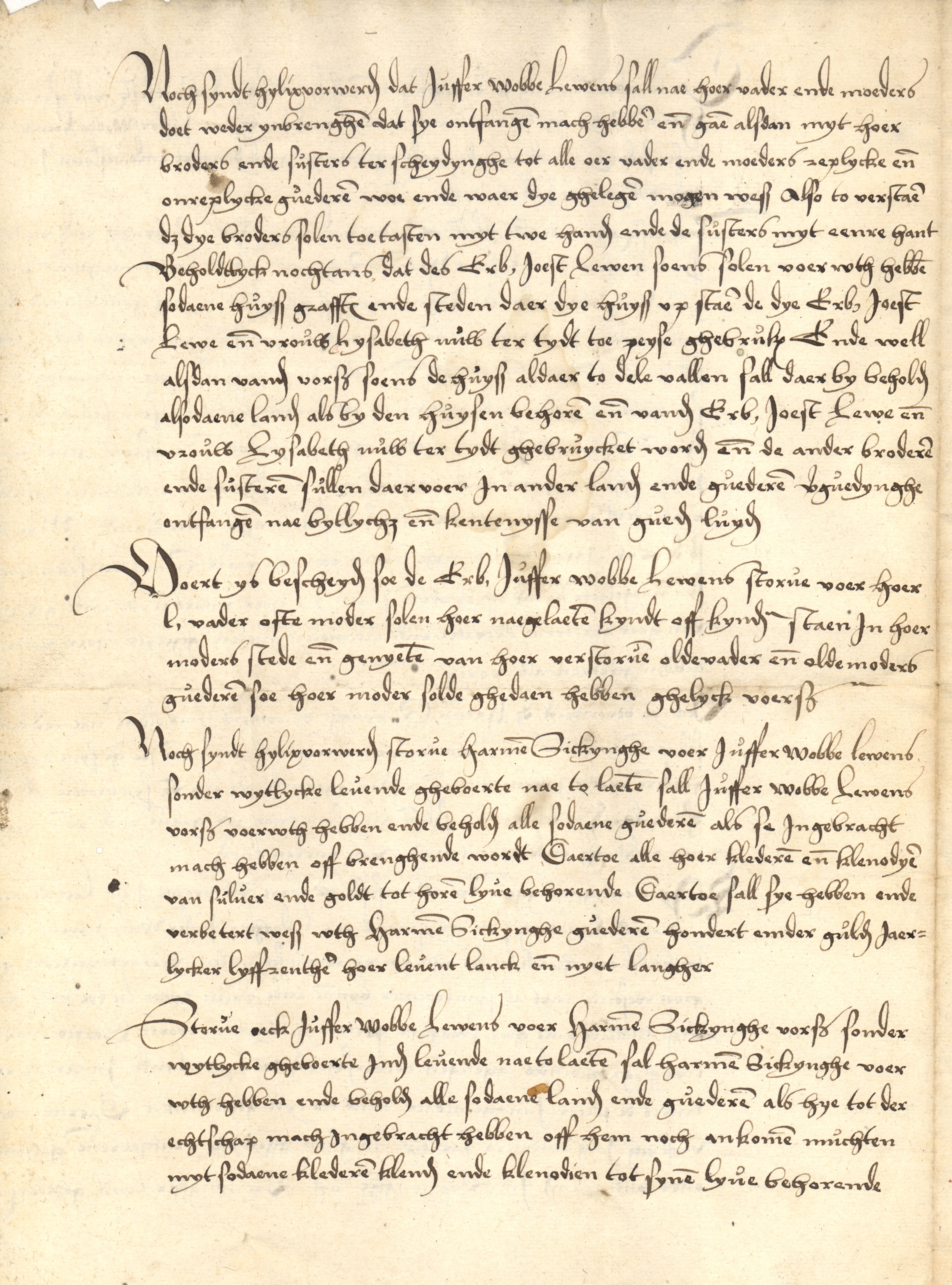
Tweede blad van het huwelijkscontract
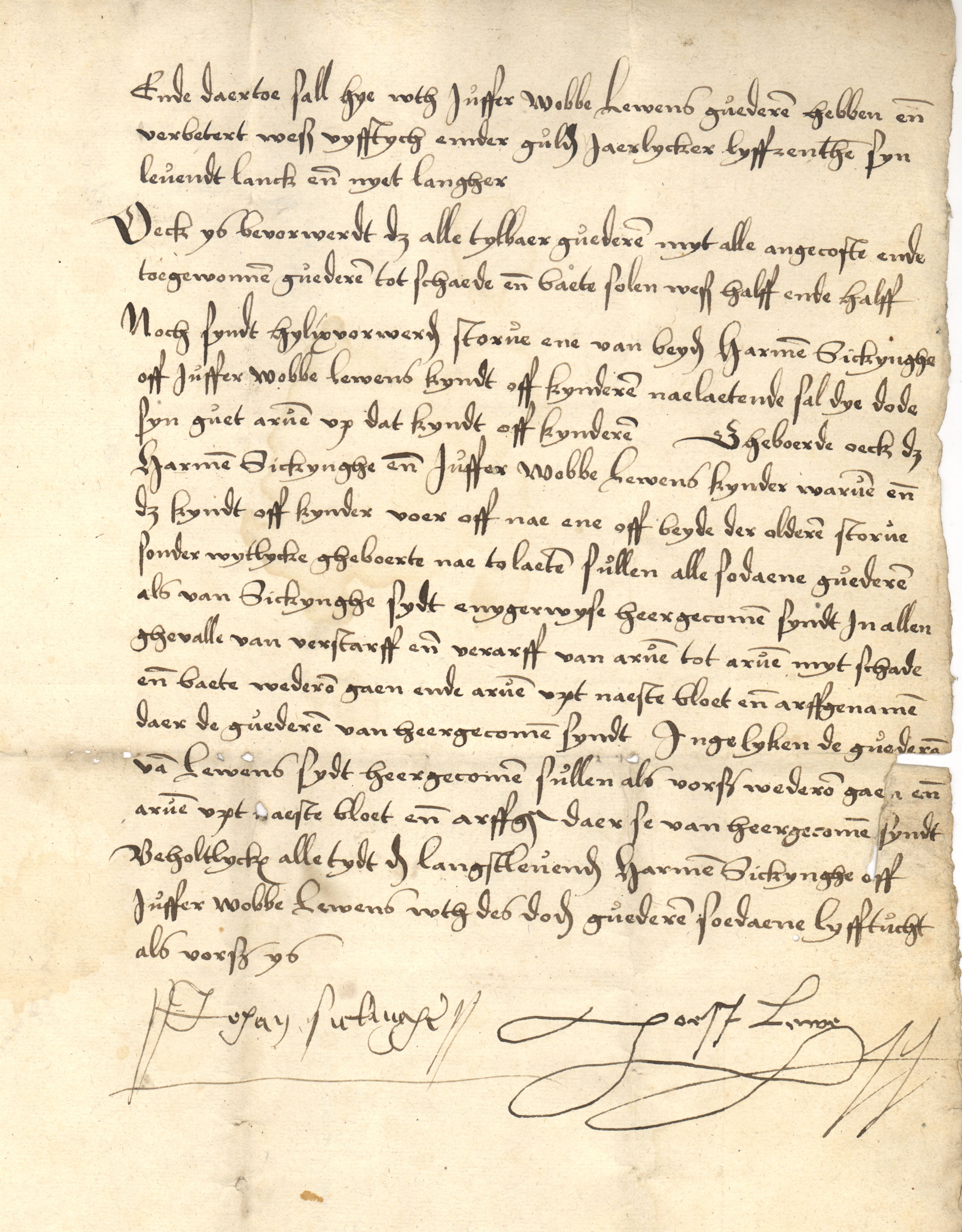
Laatste blad van het contract met onderaan de handtekeningen van Johan Sickinghe en Joost Lewe
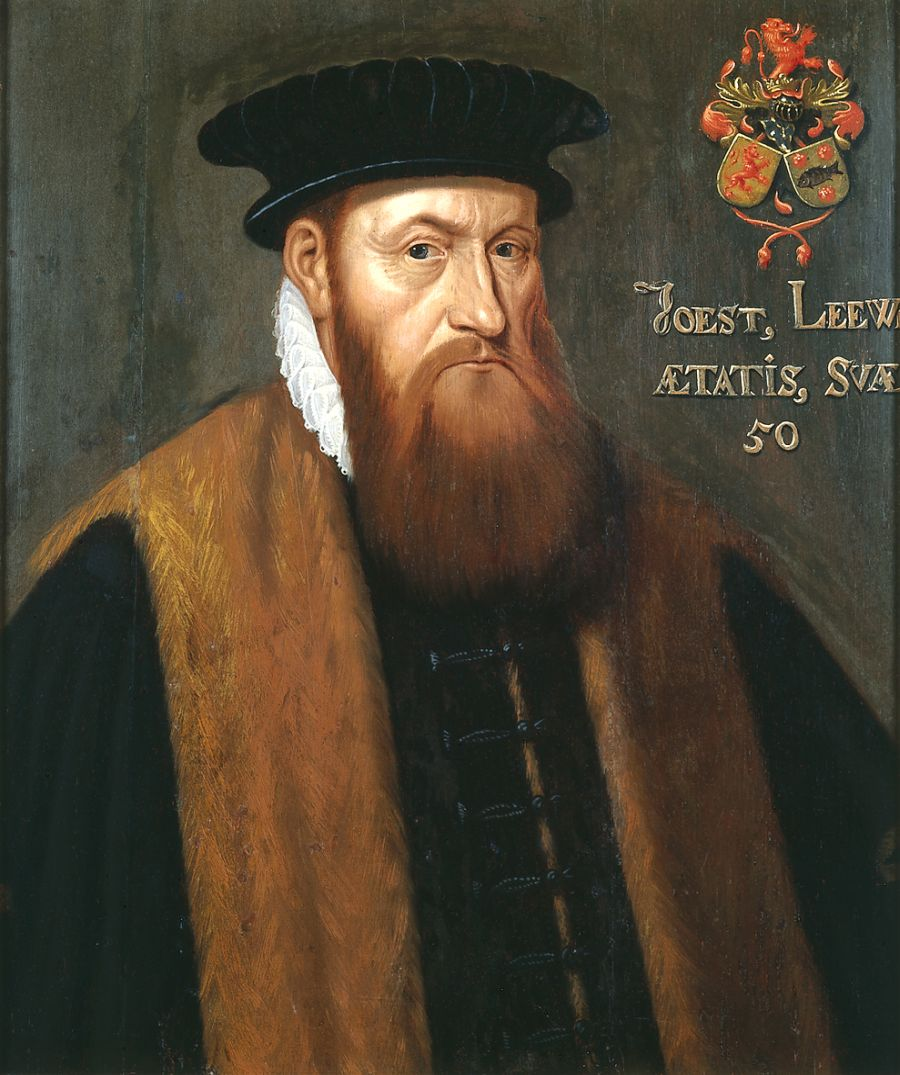
Joost Wigbolts Lewe tot Peise (1515-1589), schoonvader van Harmen
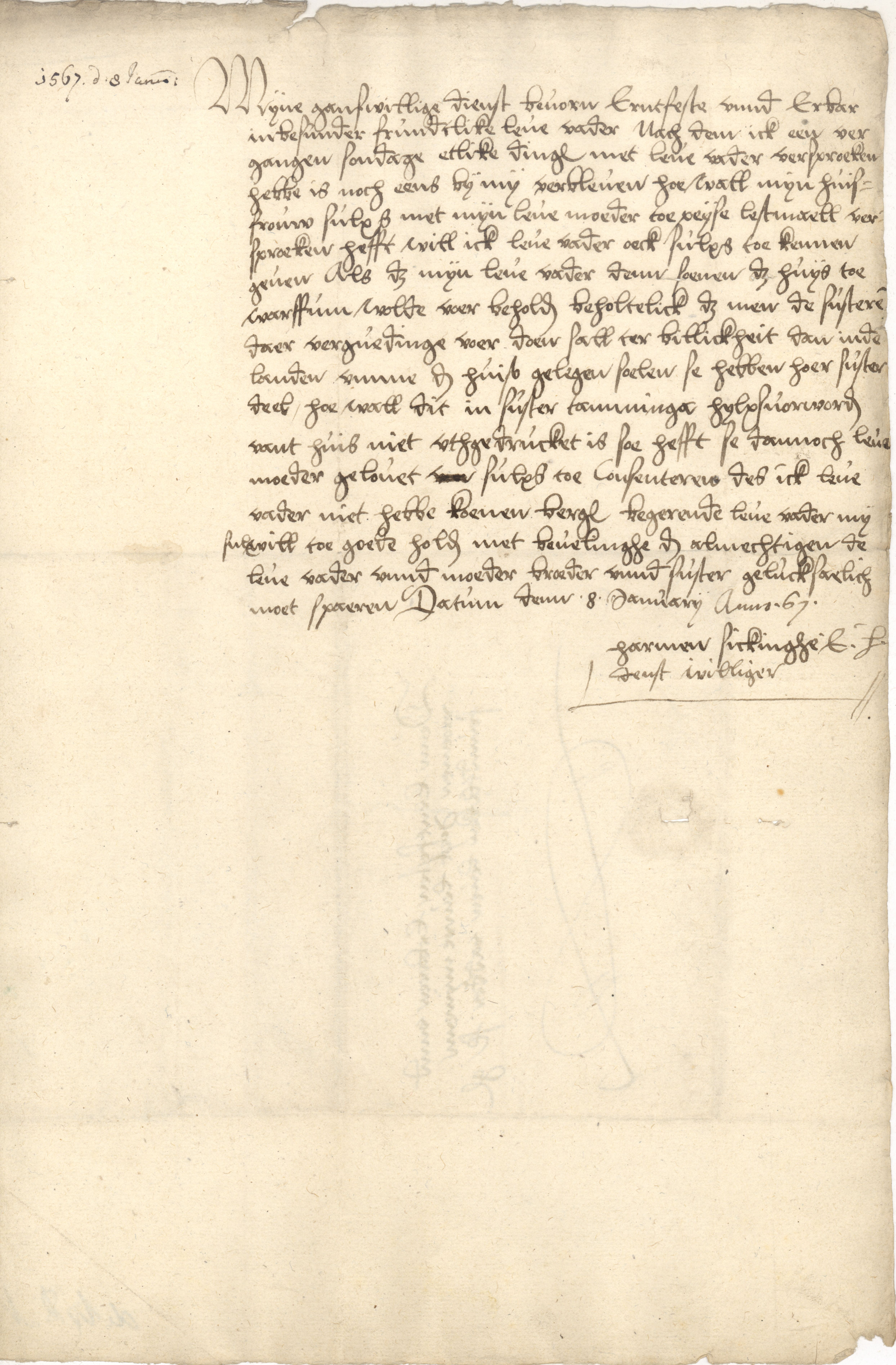
Een brief van Harmen Sickinghe aan zijn schoonvader Lewe, 8 februari 1567

Zijn tweede huwelijk was met Beele Clant, dochter van de burgemeester van Groningen Johan Clant. Samen met Beele kreeg hij vier kinderen, te weten Wobbe (Bele) Sickinghe (1595-1674), Johannes Sickinghe (1602), Anne Sickinghe (†1643) en Harmentje Sickinghe (†1648). 

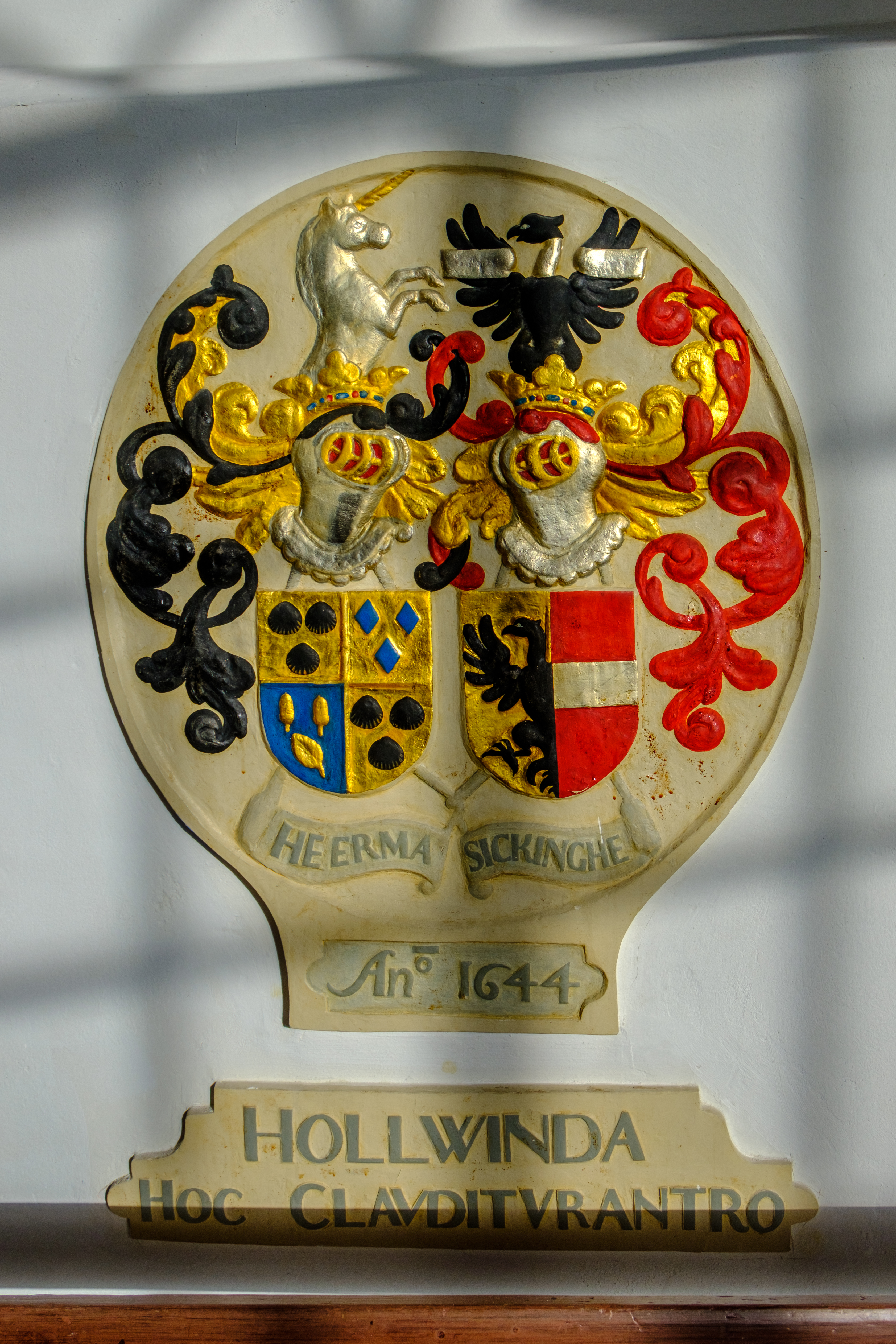
Ingemetseld gipsafgietsel van een wapenschild uit 1644 van (Ludolf) Heerma en (Bele) Sickinghe (die toen de borg Holwinde bewoonden) in de apsis van de kerk van Usquert

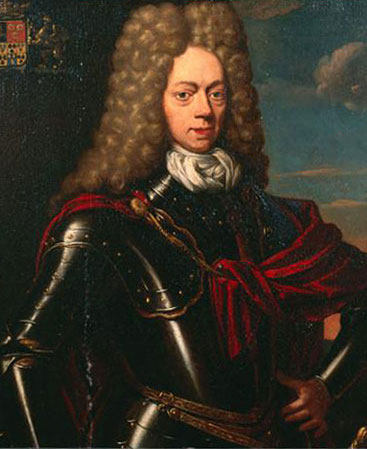
Sickinghe was via zijn dochter Wobbe (Bele) de betovergrootvader van Johan Willem Ripperda (1682-1737), hertog en baron van Ripperda

Zijn dochter Wobbe (Bele) Sickinghe (1595-1674) trouwde met Ludolf Heerma, heer van Holwierde. Samen kregen zij een dochter, Ave Isabella Heerma (geb. 1615). Deze Ave Isabella trouwde met Wigbolt Ripperda (geb.1613), heer te Winsum. Samen kregen zij een zoon: Ludolph Luirdt Ripperda (±1648-1721). Deze Ludolph was de vader van de hertog van Ripperda en Grande der eerste klasse, baron Johan Willem Ripperda (1682-1737); Groninger jonker, ambassadeur en later eerste minister van Spanje. Bele was daarmee overgrootmoeder van laatstgenoemde en betovergrootmoeder van Johan's zoons, Ludolph Luirdt baron Ripperda (1707-1739); Spaans ambassadeur in Wenen en Juan María Vicencio, Baron de Ripperdá (1725-1780); brigadegeneraal en later gouverneur van Spaans Texas en Honduras.     

Zijn zoon Johannes Sickinghe (1602) was heer van Uithuizermeeden en Beijum en eigenaar van de dijkrechten te Humsterland. Hij was getrouwd met Cathérine Henriquez (ex. Gallia). Johannes studeerde aan de Groningse Universiteit en hield in 1619 op 17-jarige leeftijd een toespraak bij zijn afscheid van de Latijnse school. De toespraak had als titel: “Schooltoespraak waarin wordt aangetoond hoe groot de kracht van opvoeding en onderwijs is, zowel ten goede als ten kwade, en hoeveel dank we verschuldigd zijn aan de betrouwbare architecten van het karakter en de studie.”  

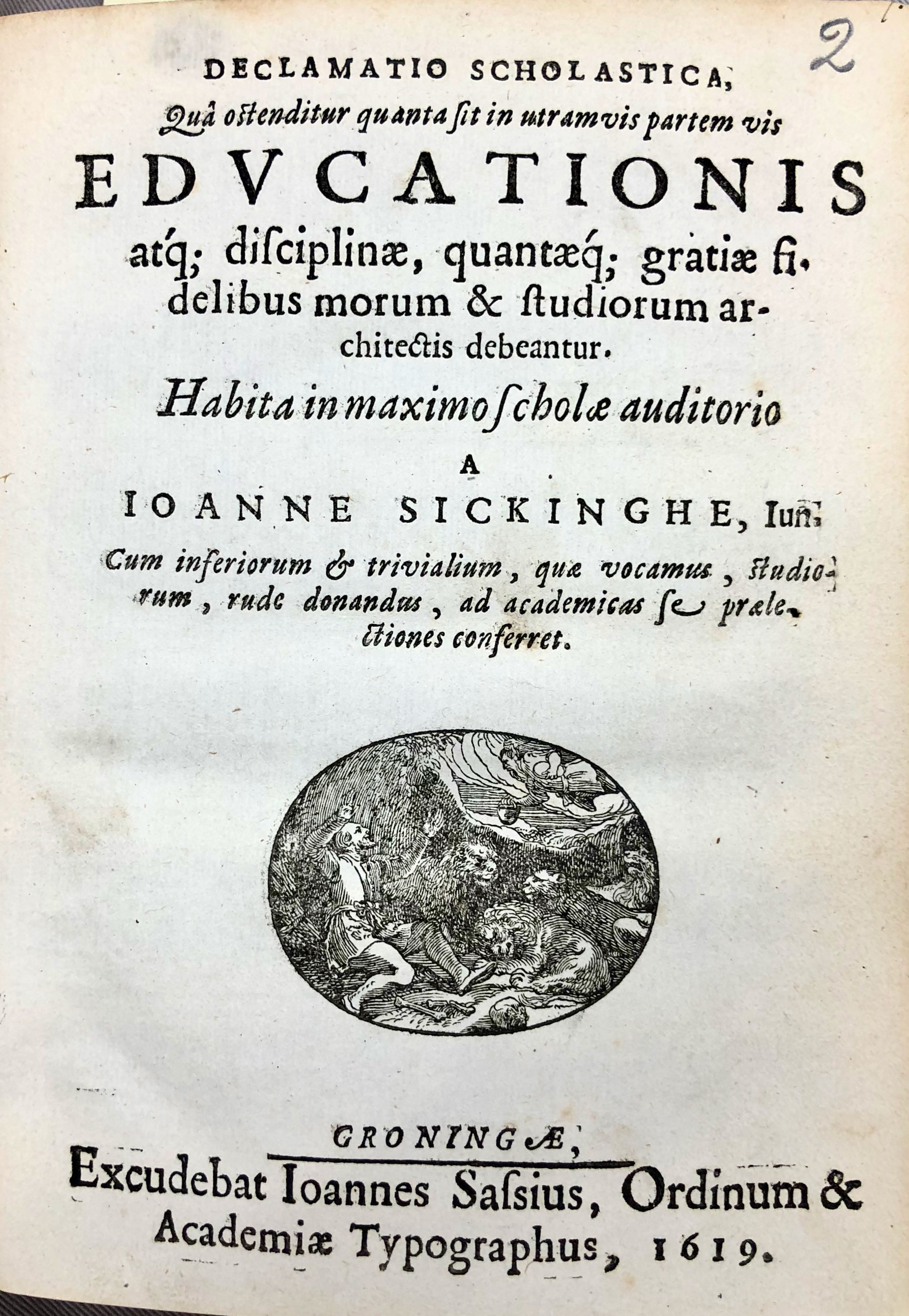
De titelpagina van de toespraak van Johannes Sickinghe (1602), zoon van Harmen, bij zijn afscheid van de Latijnse school in 1619

### Borgen, land en huizen
In 1591 ruilde Sickinghe en zijn vrouw land te Oldehove tegen land te Wehe; het laatste grensde in het zuiden aan 'Dr. Sickinghe erfgenamen'. In 1578 kocht hij land en rechten te Uithuizermeeden, op 21 maart 1592 land te Uithuizen. In 1599 verwierf hij samen met Johan Sickinghe (1576-1652) een recht op Zuidwolde. In 1606 trad deze Johan Sickinghe, samen met burgemeester Clant en Geert Clant op als voogd van de minderjarige kinderen van Harmen. In 1618 volgde de boedelscheiding. Harmen Sickinghe kreeg uit de erfenis van zijn ouders de de door zijn moeder in 1571 verworven borg Ulgersma te Uithuizermeeden.

Sickinghe kocht op 22 april 1601 het slot Holwinde. Na zijn dood ging de heerd bij de boedelscheiding over op zijn zoon Johannes Sickinghe (1602). Deze schonk de heerlijkheid en haar rechten aan zijn zus Bele. Zij trouwde met Ludolph Herema en woonde met hem op Holwinde.

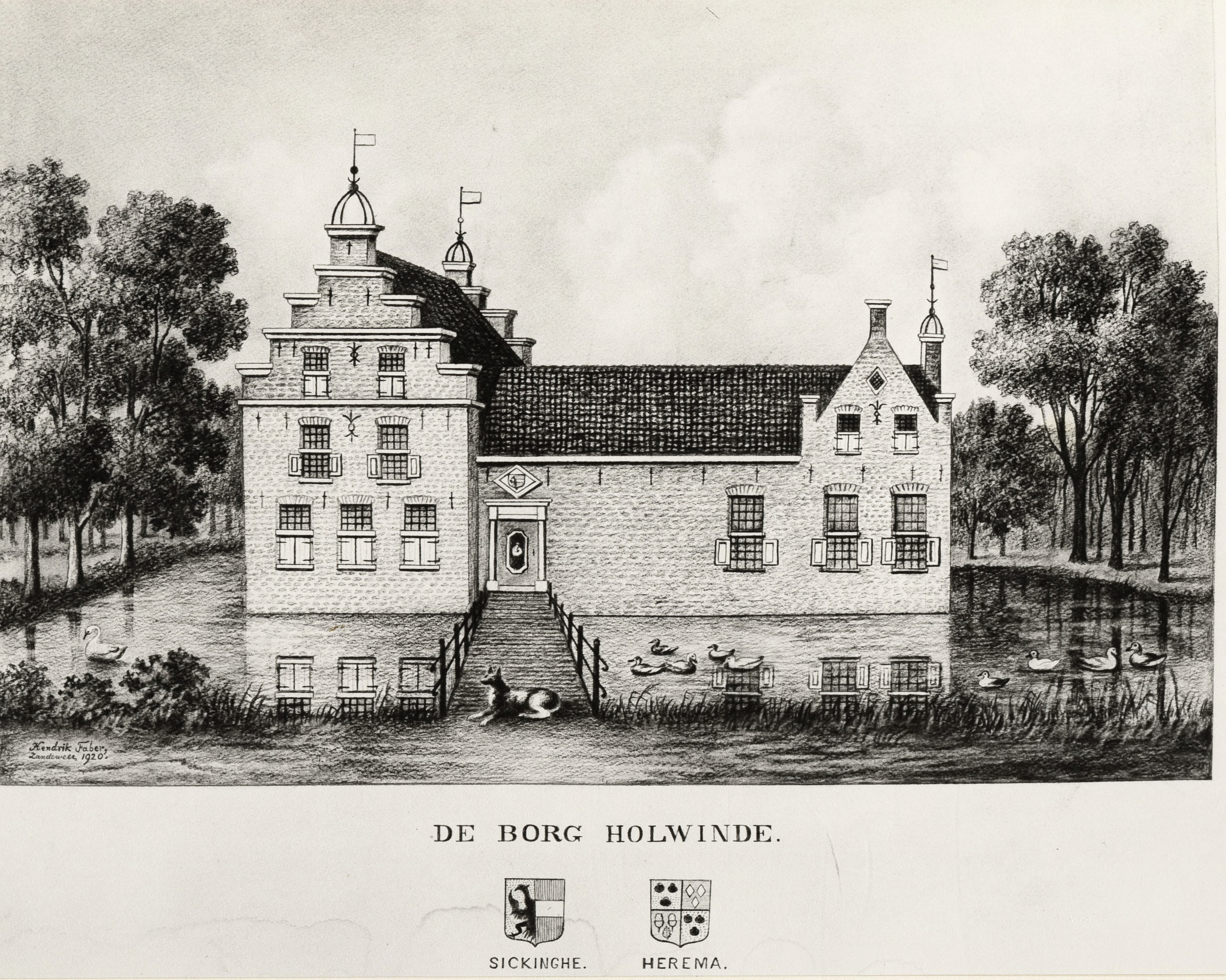
Slot Holwinde met het wapen van Sickinghe (ook boven de hoofdingang getekend) en Herema
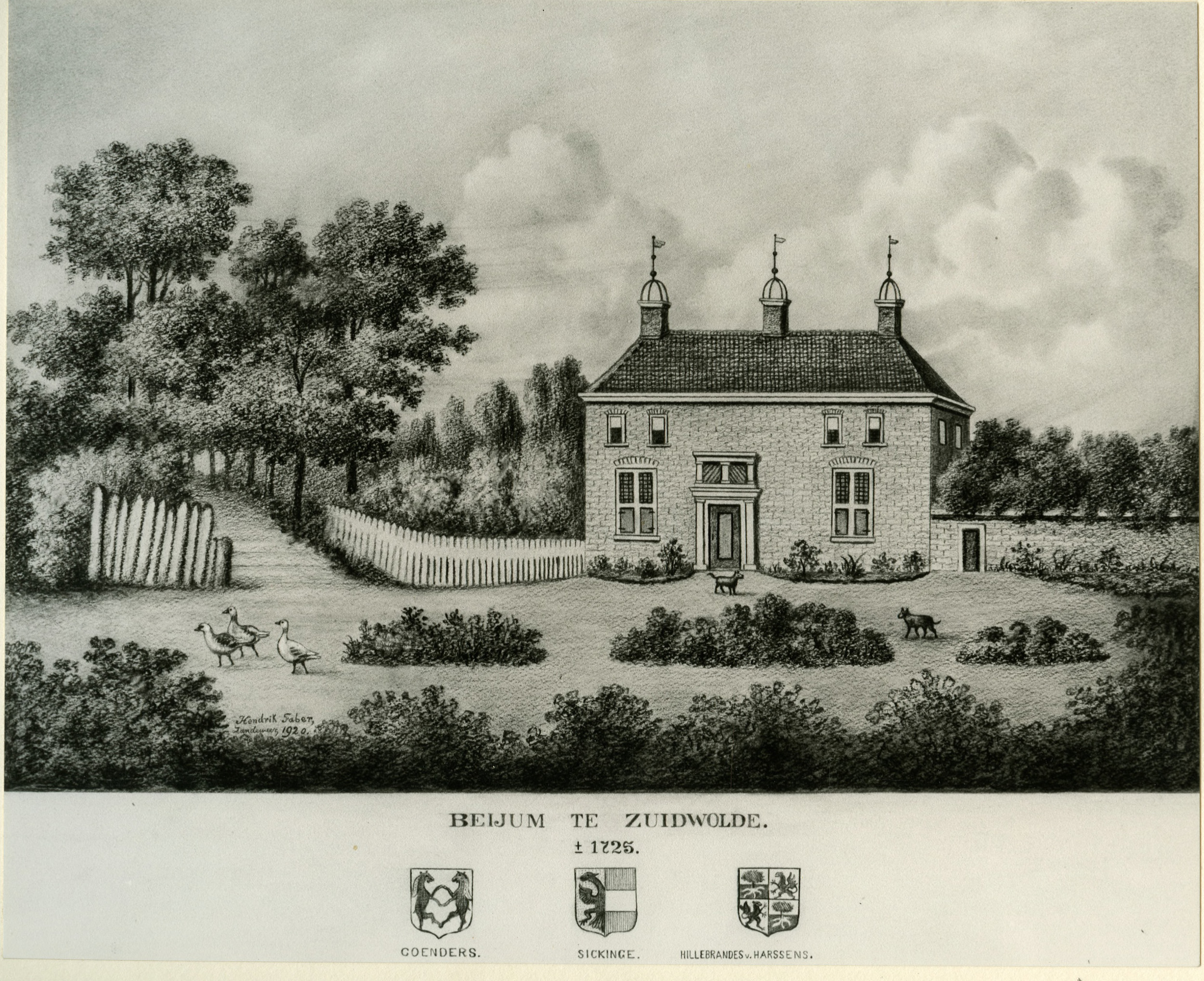
(Huis te) Beyum of Sickinghe met het wapen van Sickinghe (midden)

## Werk

### Aan de Ommelander kant
In tegenstelling tot hun vader waren Harmen en zijn broer Feijo groot voorstander van de politiek van de Ommelanden tegen de stad Groningen. Als Ommelander heer was Harmen betrokken bij verschillende aangelegenheden in de regio. Hij maakte snel carrière als lokaal politicus.
De eerste melding van Harmen is in 1561. Op 6 oktober van dat jaar verklaren de pastoors te Hummers, ingevolge opdracht van Stadhouder en Hoofdmannen, Rempt Jensema, Harmen Sickinghe, Renier Fritema en Lubbo Tyaersema te hebben gekozen om met de drie dijkrechters het dijkrecht na te zien en te verbeteren.
In 1563 komt hij voor nabij Oldehove. Hier behoorde hij tot een van de gecommitteerden die in 1563 het dijkrecht van Humsterland 'gecorrigeerd' hebben. Tot zeker 1572 heette hij Harmen Sickinghe 'tot Oldehove'. Zoals vermeld bevond Sickinghe zich in eerste instantie aan de Ommelander kant. Zo was hij in 1572 lid van een Ommelander gezantschap naar Brussel en behoorde hij in 1576 behoorde tot een Ommelander commissie die verband hield met de heffing van de vijfde penning van huren en renten in Stad en Lande, ter afbetaling van het Spaanse krijgsvolk. 
Sickinghe was ten minste in 1588 kerkvoogd van De Marne en daarmee ook van Warffum, de plaats waar de Warffumborg van zijn vader stond. In deze functie kreeg hij op 7 april 1588 een volmacht van de eigenerfden van Warffumer en Breeder uiterdijk om samen met Johan Apherdianus, commandeur van Warffum en Thomas Groningensis, pastoor van Warffum, met de landmeter Gerryt Hopper tot een overeenkomst te komen over zijn salaris voor het opmeten van landen van eerstgenoemden.

### Als Ommelander gevangene van de stad Groningen
Op 28 oktober 1577 ontvingen de staten der Ommelanden een acte, ondertekend door de stadhouder George van Lalaing en de hoofdmannen der stad Groningen. De akte was voorzien van een zegel van de Koning en gold als vrijgeleide om als zodanig bijeen te komen op de landdag te Groningen in het Minderbroedersklooster. Het klooster was de vaste plaats voor bijeenkomsten en landdagen van de Ommelanden. Diezelfde middag verschenen de Ommelander heren, waaronder Harmen en zijn broer Feijo, niet op de geplande bijeenkomst. De gilden van de stad hadden in de namiddag hun poorten op slot gedaan. Hierdoor waren de Ommelander edelen niet in staat zich richting het klooster te bewegen. De stad had haar kans schoon gezien. Niet eerder had zij zoveel Ommelander heren in haar midden gehad en dus besloten zij hen nu op te pakken en te dwingen tot onderwerping. 8 uur na de geplande bijeenkomt op het klooster zond de stadhouder zijn secretaris Jan Hiddinga, vergezeld door de secretaris van de stad Julsing, naar de landdag en liet doorgeven dat het landschap op de raadkamer in de Stad werd verwacht. Het landschap, ontdaan door de vijandige opsluiting van haar edelen, weigerde te verschijnen. Men wilde niet de schijn wekken dat het verbond tussen de Stad en de Ommelanden nog bestond. Aangezien de gevangenneming gepland moest zijn sloten ook zij hun poorten.
Het verhaal ging dat een burgemeester in de ochtend zou hebben gezegd dat hij niet wilde eten en drinken voordat de gedeputeerden gevangen genomen waren. Enige tijd naar de gevangenneming zei een raadsheer van de stad Groningen dat hij zo blij was dat de gedeputeerden gevangen waren genomen, dat hij haast was vreugde was opgesprongen.
Harmen en Feijo Sickinghe werden samen met enkele andere gedeputeerden vastgezet in de het ouderlijk huis van de Sickinghes. Niemand had toestemming om hen te zien of bezoeken. Ook geen eigen bedienden of echtgenoten. Zij werden geacht zelf de tafel te dekken en zichzelf te bedienen. De bewakers stonden zo dichtbij dat het hen onmogelijk was vrijuit te spreken met huisgenoten. Ook werd het hen verboden in het Frans of Latijn te converseren. Daar bovenop moesten zij de bewakers (schildwachten) vaak zelf voorzien van bier, geld, turf en kaarsen. De gevangen prelaten werden in sloten en ketenen door de stad gevoerd en moesten over de markt door de dikste mesthopen lopen. 

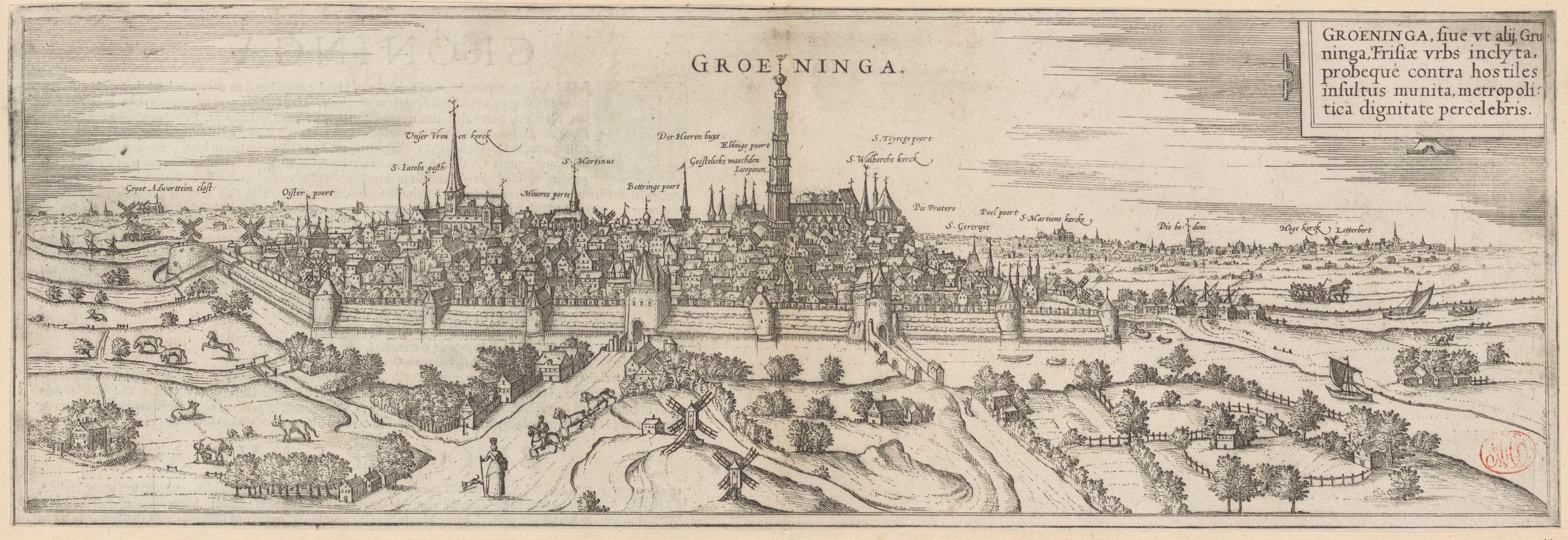
De stad Groningen rond 1575

Na de gevangenneming van de Ommelander heren, protesteerde de Staten der Ommelanden direct bij het Hof tegen het geleden geweld en alle beledigingen. De Generale Staten zonden op 2 januari 1578 Filips van Marnix van Sint-Aldegonde en Dr. Nicasius de Sille naar Groningen met de opdracht de gevangenen vrij te laten. Diezelfde avond werden zij binnen gelaten en mochten zij spreken met de gevangengenomen heren. De heren bedankten hen voor het bemiddelen.
De stad stelde een lijst op met de volgende beschuldigingen: 
1. De gevangengenomen heren zouden het verbond met de stad hebben opgezegd en nu vreesde de stad voor geweld en wraakneming.
2. De gevangengenomen heren zouden Delfzijl hebben opgezet tegen de Stad. Zo zouden zij de hopman Hans van Meppen met Duitse soldaten hebben aangenomen en beëdigd ten dienste van de Ommelanden.
3. De heren zouden geschut dat voor de Stad bestemd was onderschept hebben.
4. Zij zouden zendbrieven rond hebben laten gaan en landdagen en deputaten-vergaderingen hebben uitschreven.
5. Dat de landsyndicus de jongste landdag, in strijd met het gebruik, had opgeroepen om in het Minrebroerklooster bijeen te komen. En dat de gedeputeerde heren dat bij een eerdere landdag ook gedaan hadden.
6. Dat de gevangen heren aan anderen in de Ommelanden een nieuwe ongebruikelijke eed hadden doen zweren en een samenzwering ten nadele van de stadsprivilegiën op touw hadden gezet.
7. Dat een van de gevangenen gezegd zou hebben dat hij wenste dat de Stad een waterpoel was en dat de gevangenen zich hadden bewapend en de Ommelanden tegen de stad in geweer hadden gebracht.

De gevangengenomen heren antwoordde het volgende:
1. De opzegging van het verbond was geschied ten tijde van de stadhouder Bilij, waarop de stadhouder had volstaan te bepalen, dat de Ommelanden tegen de stad zouden mogen werven.
2. De stadhouder keurde het aannemen van Hans van Meppen goed, mits boven heem een man van adel zou worden gesteld. Daarop zijn Willem van Dotekumen en Harmen Sickinghe van Leeuwarden naar Delfzijl gestuurd om de soldaten op de stadhouder te beëdigen.
3. Dat de stad het geschut nooit heeft opgeëist.
4. Dat op den landdag van verstreken zomer de stad alle poorten heeft gesloten, waarin men een poging tot vrijheidsberoving heeft gezien; op die grond is inderdaad een vergadering van de deputaten in de Ommelanden gehouden. Zijn Genade was daarbij tegenwoordig geweest en had de afwezigen met hoge boeten bedreigd. De heren gevangenen zijn securi onbezorgd aangekomen en in strijd met de bevelen van Zijne Majesteit aangehouden.
5. De landsyndicus gaat vrijuit. De oproepen waren voorzien van een zegel van de Koning.
6. Dat de heren geen eed hebben afgelegd ten nadele van de stad. Dat zij gekomen zijn met het voornemen om met de stad een bondgenootschap aan te gaan.
7. Dat het niet weersproken wordt dat een van de gevangen heren dat gezegd zou hebben, maar dat de omstandigheden wel een verontschuldiging bieden voor de gedane uitspraak.
8. Dat het uitrusten van de troepen werd gedaan op bevel van de Generale Staten en in opdracht van de stadhouder.
9. Dat de heren naar vrijlating toe zullen zeggen geen geweld tegen de stad te zullen gebruiken.
10. Dat het de heren niet mogelijk is om in zulke korte tijd op alle beschuldigingen te reageren.

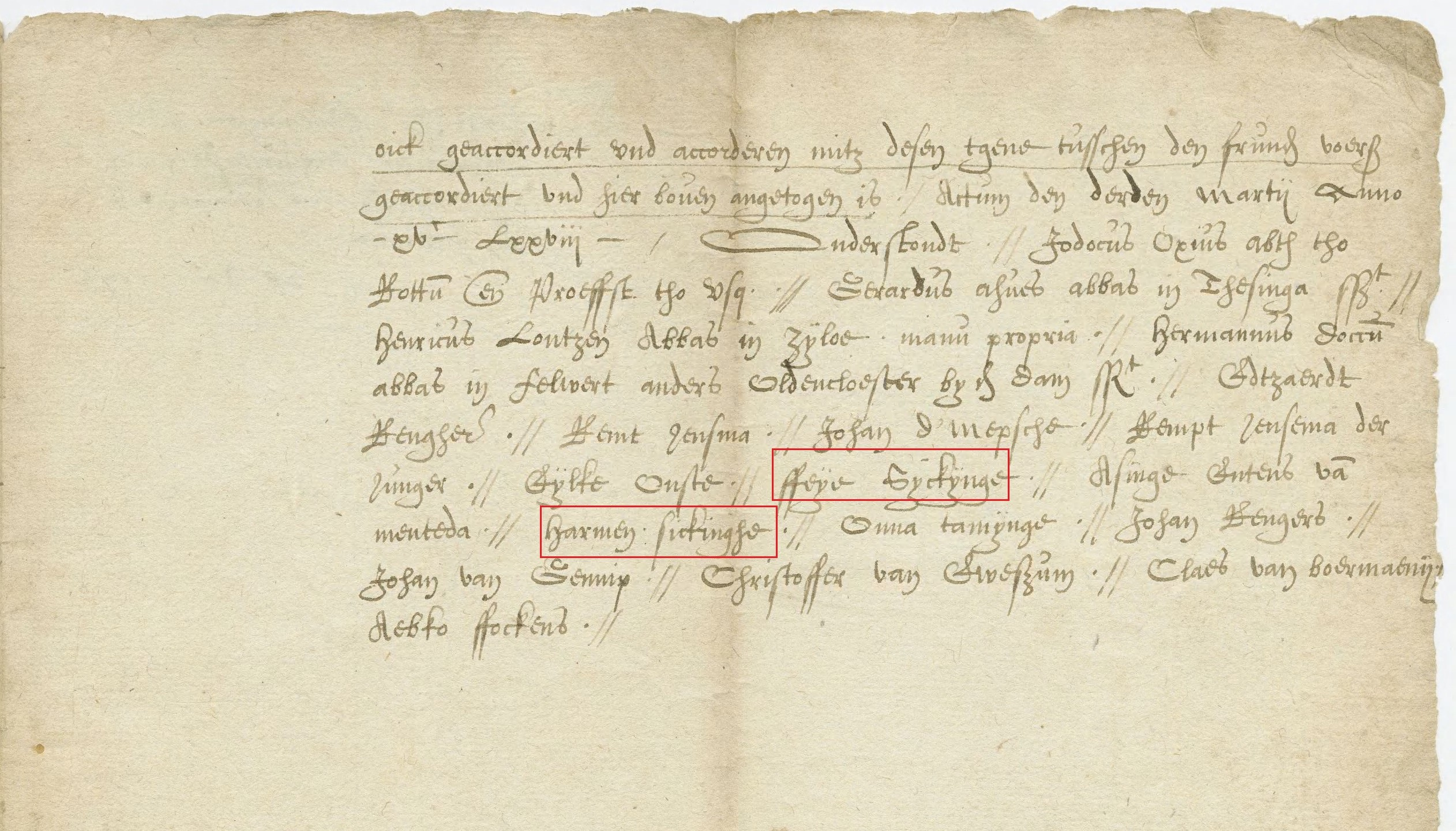
De handtekeningen van de gevangengenomen Ommelander edelen (de broers Harmen en Feijo Sickinghe in rood uitgelicht) op de overeenkomst van vrijlating onder voorwaarden opgesteld door de stad Groningen, 1578

Ondanks deze reactie schrijven de hoofd-president en leden van de Geheime Raad van de Koning op 18 januari 1578 dat de pogingen tot vrijlating van de heren onvruchtbaar zijn gebleken. Zij verweten de stad dat het de stad niet betaamt om onbehoorlijke middelen in strijd met recht en justitie aan te wenden.
Na groot protest uit de Ommelanden komt de stad 28 februari 1578 tot een overeenkomst met de gevangengenomen Ommelander heren. Het stadsbestuur verklaart zich bereid de heren onder voorwaarden in vrijheid te stellen en te zullen onderhandelen over de beëindiging van de onderlinge geschillen. Een van de voorwaarden was dat de gevangengenomen heren beperkte bewegingsvrijheid in de stad werd verleend. Een groot document werd opgesteld en een aantal Ommelander heren, waaronder Harmen en zijn broer Feijo, gingen akkoord; op handslag, erewoord en op boete van verbeurte van hun goed.

### De ontsnapping in 1578
De heren, beperkt in hun bewegingsvrijheid, plande enkele maanden later echter een ontsnapping uit de stad. Op 17 september 1578 ontvluchtte de meeste Ommelander heren de stad. De eerste vluchtte om elf uur in de morgen, de laatste om drie uur in de middag. Harmen en zijn broer Feijo Sickinghe vluchtte tussen twaalf en drie. Een vijftal heren, waaronder de Appo Foccens en de landsyndicus, durfde de ontsnapping niet aan en bleef in de Stad. Pas om 6 uur 's-avonds werd de ontsnapping door de Stad ontdekt. De gevluchte heren hadden afgesproken om zich te Kollum te verenigen. De stad was razend van woede.

#### De gewerenkwestie

De vlag van de Ommelanden rond 1580

Na de ontsnapping uit de stad begon luitenant van de watergeuzen, Bartholt Entens van Mentheda, op verzoek van enkele ontsnapte Ommelander edelen troepen te werven om Groningen te overrompelen. De tegenpartij nam hierop maatregelen. Als gedeputeerde van de Ommelanden is Harmen betrokken bij de levering van 1000 geweren aan redgers in de Ommelanden. Sickinghe stond borg voor de betaling van 21/2 daler per geweer aan Geert van Hesup maar kwam niet op tijd over de brug met het geld. Volgens de kroniekschrijver Abel Eppens probeerde Sickinghe zich met allerlei laffe ('onadelicke') uitvluchten aan zijn verantwoordelijkheid te onttrekken. Dit bracht van Hesup zo tot wanhoop, dat hij zich verdronken zou hebben. 
Wat Sickinghe in deze met name kwalijk werd genomen is dat hij en de andere Ommelanden gedeputeerden de zaak die Stad en Lande beide aanging, zonder consent van de Stad behandelde. Een poging van Sickinghe om zich met de Stad te verzoenen had geen succes. Hij werd veroordeeld tot terugbetaling uit eigen middelen van de rente van de 1000 geweren aan de familie van Geert van Hesup. 

### Terugkeer als vertegenwoordiger van de Ommelanden

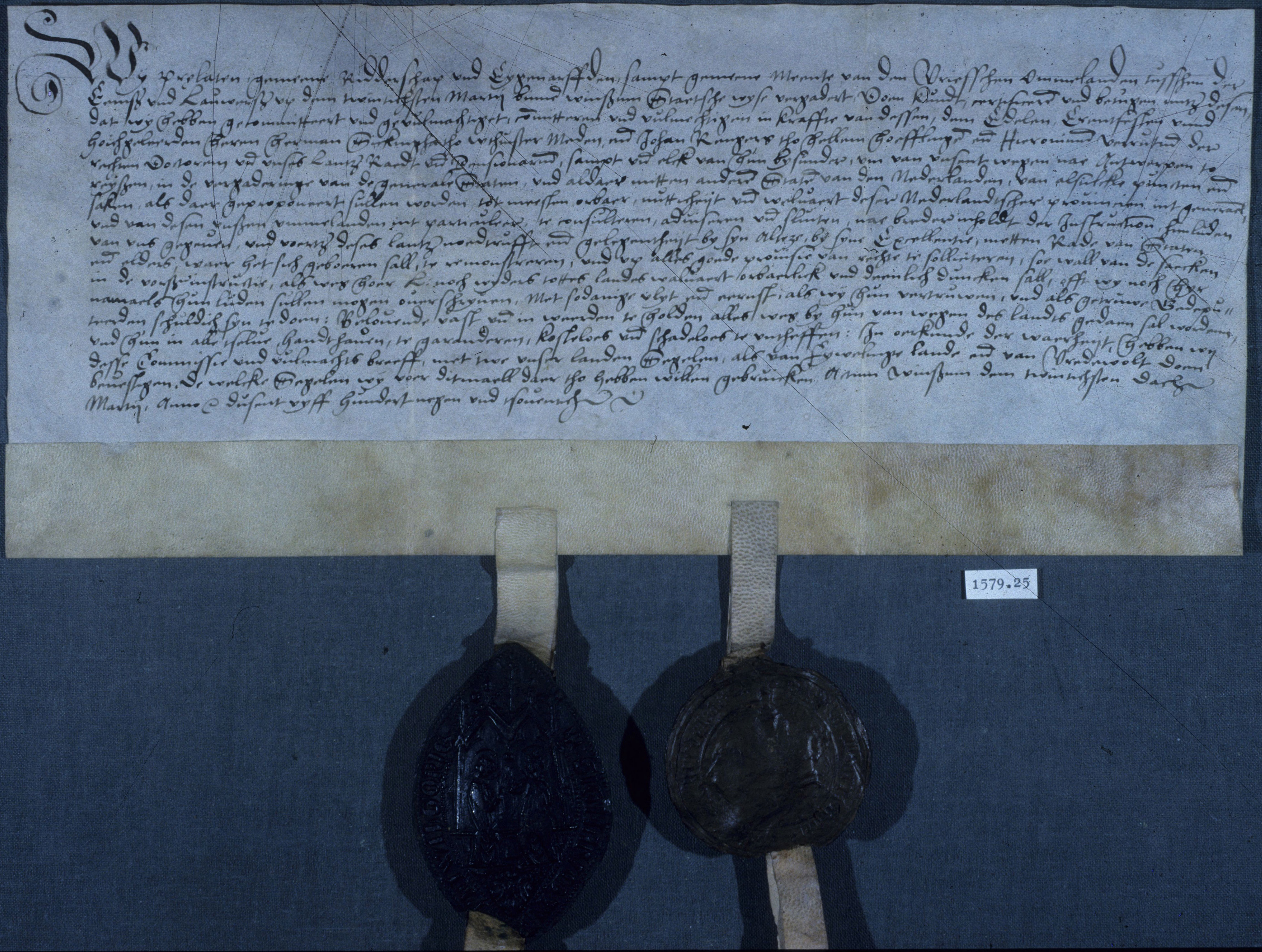
De akte van volmacht van de te Winsum vergaderende Ommelander Staten op Harmen Sickinghe, Johan Rengers to Hellum en syndicus dr. Hieronymus Verrutius, om deel te nemen aan de vergaderingen van de Generale Staten te Antwerpen en de Ommelander zaak bij de landvoogd of Matthias van Oostenrijk en de Raad van State te bepleiten, 20 maart 1579

De stad Groningen had van Matthias van Oostenrijk een bericht ontvangen waarin hij meldde op de plechtige vergadering van de Staten-Generaal te zullen trachtten de Generale Unie te redden. De stad zag weinig in dit idee maar op 17 maart 1579 werd desondanks een landdag aan de kwestie gewijd. Op de landdag waren echter ook enige heren uit de Ommelanden aanwezig. De stad protesteerde waar de Raad persisteerde en probeerde een gezamenlijke afvaardiging voor elkaar te krijgen. De Ommelanders waren echter niet te overtuigen en dus was ook de stad genoodzaakt een aparte afvaardiging naar de Staten-Generaal te sturen. 
Een dag eerder, op 16 maart 1579, waren de Ommelanders te Winsum al bij elkaar gekomen om de afgevaardigden voor de vergadering van de Staten-Generaal aan te wijzen. Het werden Gerardus Ahuys (abt van Thesinge), Harmen Sickinghe en Eysso Jarges. 
Tijdens de oplopende spanningen tussen de graaf van Rennenberg en de stad Groningen in april en mei 1579, dienden de gedeputeerden van de Ommelander Staten, waaronder Harmen Sickinghe, een verzoekschrift bij de stadhouder in. Hierin vroegen zij om versterking van Delfzijl en Winsum en om ingrijpende veranderingen van de Hoofdmannenkamer. Als reden voor de versterking van Winsum werd gegeven dat het een 'geschikte plaats was om te dienen als centrum van Ommelander handel en nering'. De Ommelanders hadden tenslotte altijd als droom gehad Winsum tot stad te verheffen. Rennenberg was enthousiast over de voorstellen. Hij schorste zonder pardon de Hoofdmannenkamer en regelde drie dagen later versterkingen bij Delfzijl en Winsum. De strijd tussen Rennenberg en de Ommelanden met de stad stond op het punt te beginnen. 

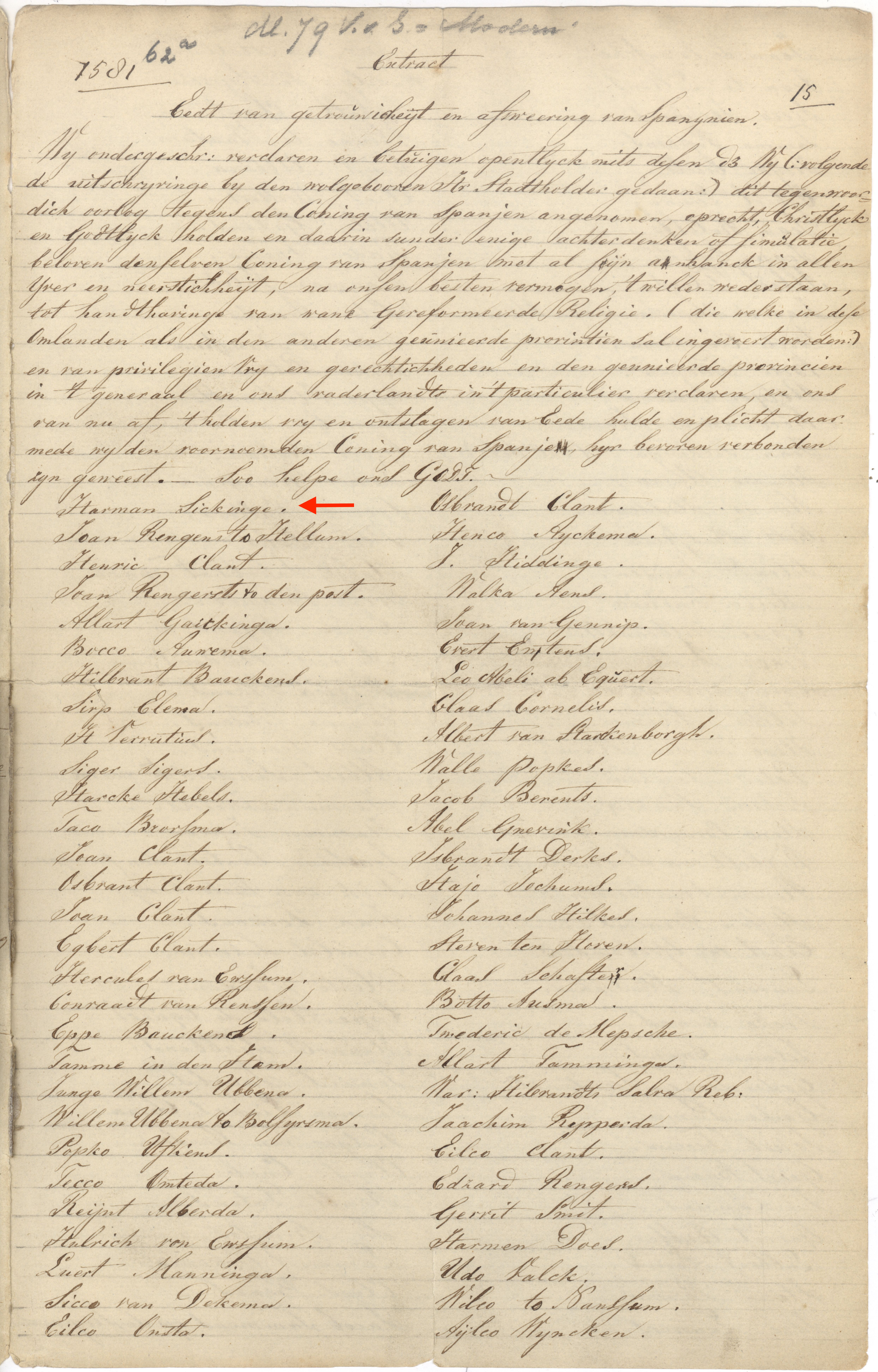
Harmen Sickinghe (rode pijl) bovenaan de lijst (op het 1e blad) van de door zeker 186 ondergetekende (edele) burgers en inwoners van Groningen en Ommelanden eed van onderlinge getrouwheid en afzwering van de koning van Spanje, 1581

Sickinghe vertrok op 20 maart 1579 samen met Johan Rengers tot Hellum en syndicus dr. Hieronymus Verrutius met een volmacht van de te Winsum vergaderende Ommelander Staten om deel te nemen aan de vergaderingen van de Staten-Generaal te Antwerpen, de laatste die Noord en Zuid bijeen hebben gezien, om aldaar de Ommelander zaak bij de landvoogd Matthias van Oostenrijk en de Raad van State te bepleiten.
Nog op 25 mei 1579 ondertekende Sickinghe als gedeputeerde der Ommelanden een brief aan Matthias van Oostenrijk met daarin het (voor de stad Groningen onaanvaardbare) voorstel dat de commissarissen zich ergens in de Ommelanden zouden vestigen om daar met afgezanten van beide partijen te onderhandelen. 
Na de overgang (ook wel; het verraad) van Rennenberg schijnt Harmen in 1580, uitgeweken naar Oost-Friesland, in ballingschap te zijn gegaan.
Harmen Sickinghe werd op 12 april 1584 nog als tresorier-generaal gecommitteerd.

#### Afzwering van de koning van Spanje
In 1581 ondertekenen 186 (edele) burgers en inwoners van Groningen en Ommelanden voor een eed van onderlinge getrouwheid en afzwering van de koning van Spanje. Harmen Sickinghe staat bovenaan de lijst van ondertekenaars. Zijn jongere neef Johan Sickinghe staat op de tweede pagina van het verdrag.

## De ommekeer

### Aan Spaanse zijde
Harmen had zich samen met vader en zoon Lewe in 1578 aan de kant van de opstand geschaard. Toen zij er echter achter kwamen dat hun grote bezittingen door de opstandelingen niet werden ontzien besloten zij ter bescherming daarvan toenadering te zoeken tot de Spaans gezinde stad Groningen. 

Op 26 juni en 13 september 1584 kreeg Harmen als oud-gedeputeerde der Ommelanden een akte van remis (kwijtschelding en amnestie), door de hertog van Parma vanwege de koning van Spanje Fillips II verleend. Te Farmsum legde hij in handen van de stadhouder Francisco Verdugo (1537-1595) de eed van trouw aan het Spaanse bewind af. Ook zijn schoonvader Joost Lewe van Peize en zijn zwager Jurgen Lewe verzoenden zich met de Koning. Dit tot groot ongenoegen van de kroniekschrijver Abel Eppens, die tot het laatst de zaak van de opstand en de nieuwe leer trouw was gebleven.

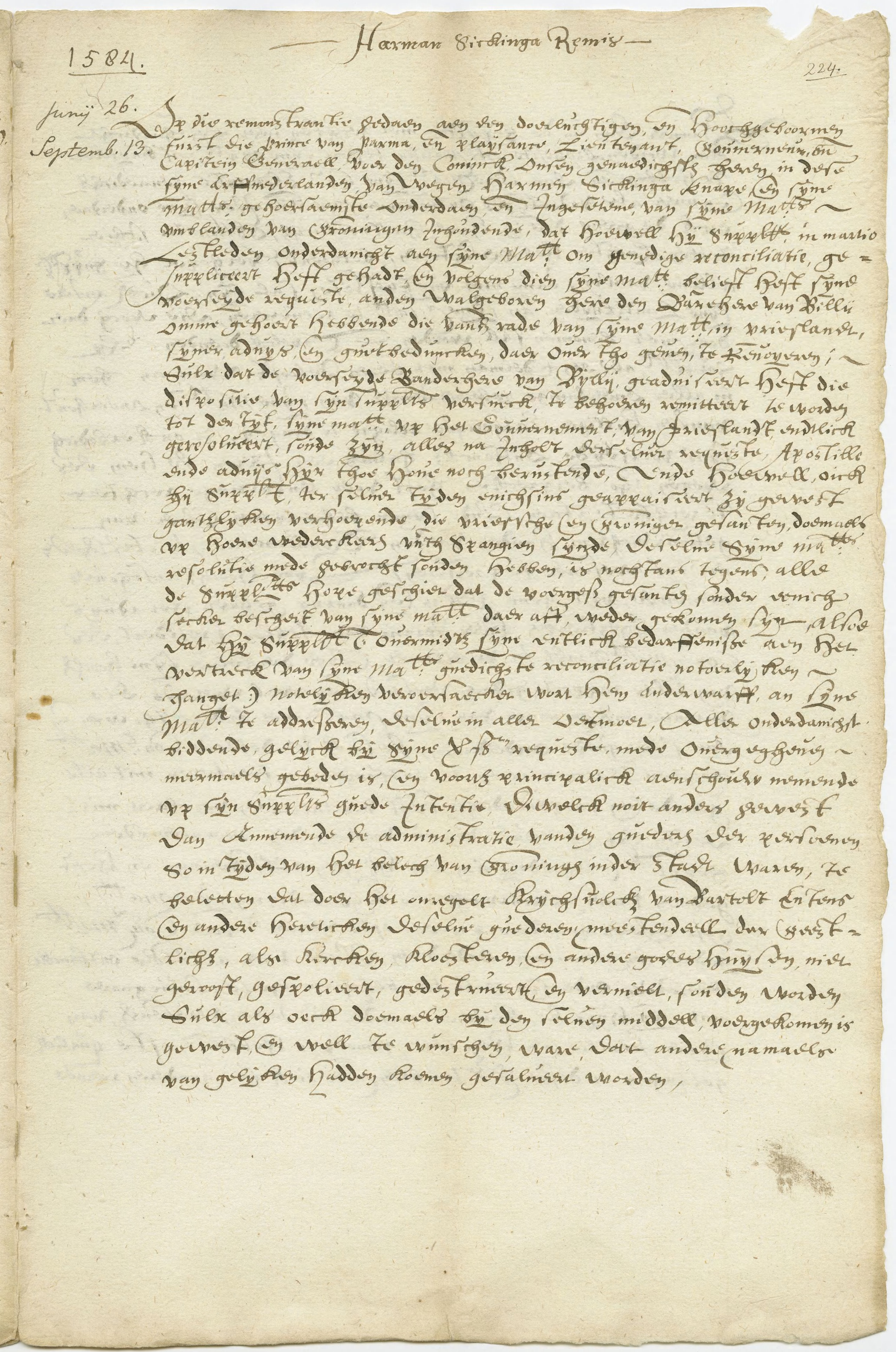
De akte van remis voor Harmen Sickinghe, afgegeven door de hertog van Parma namens de koning van Spanje, 1584
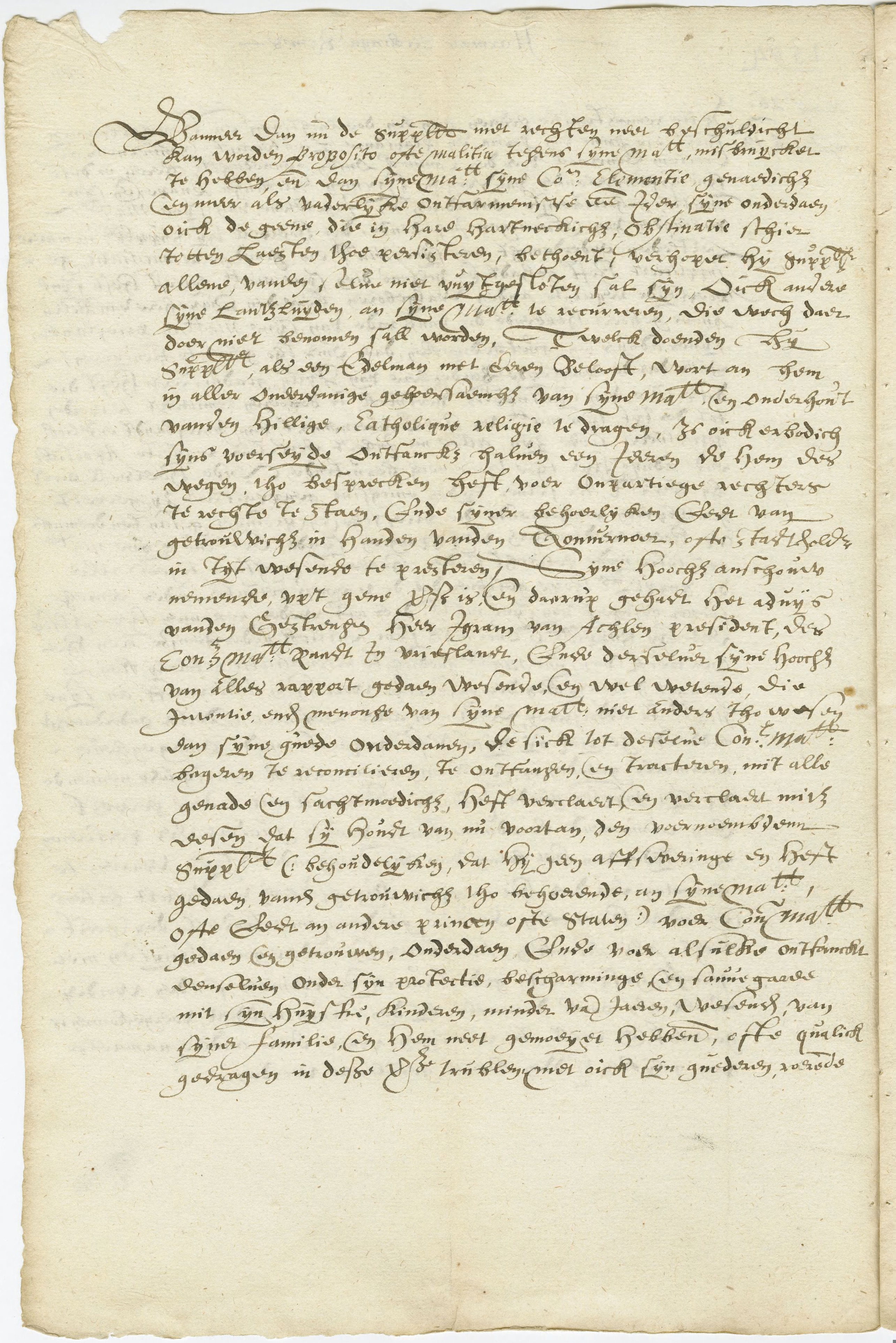
Het tweede blad van de akte
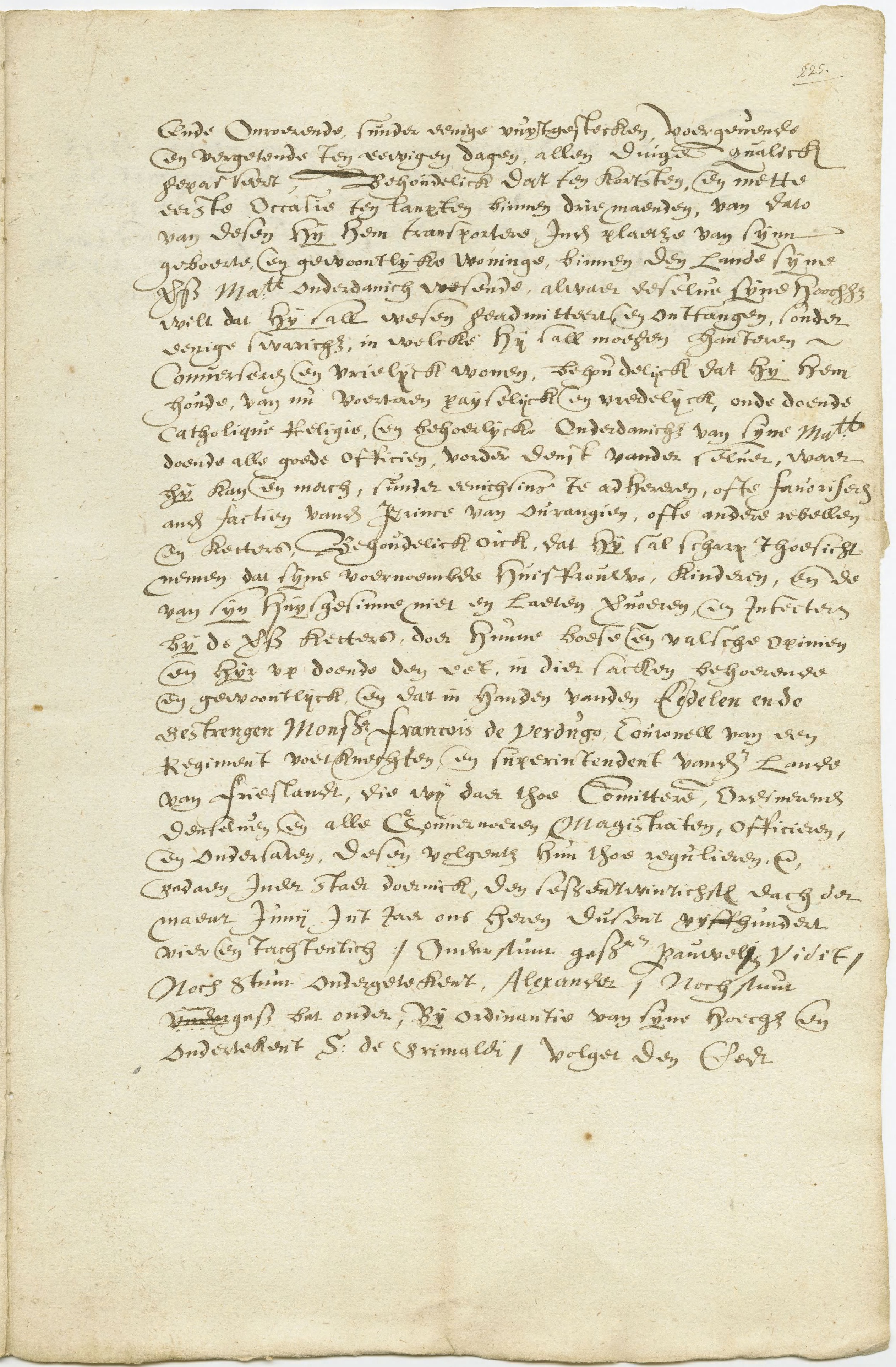
Het derde blad van de akte
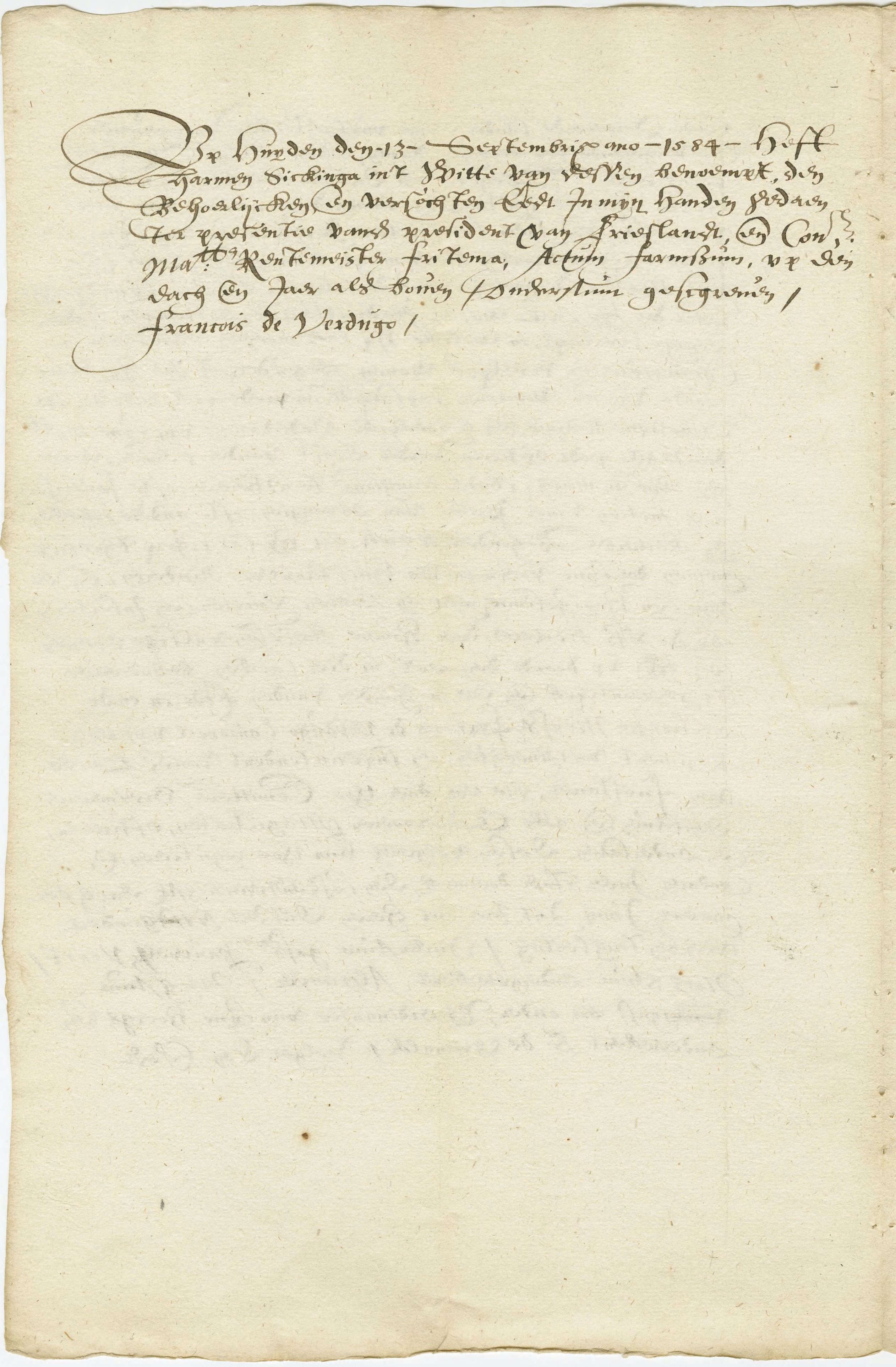
Het vierde blad van de akte, getekend door Francisco Verdugo, 13 september 1584
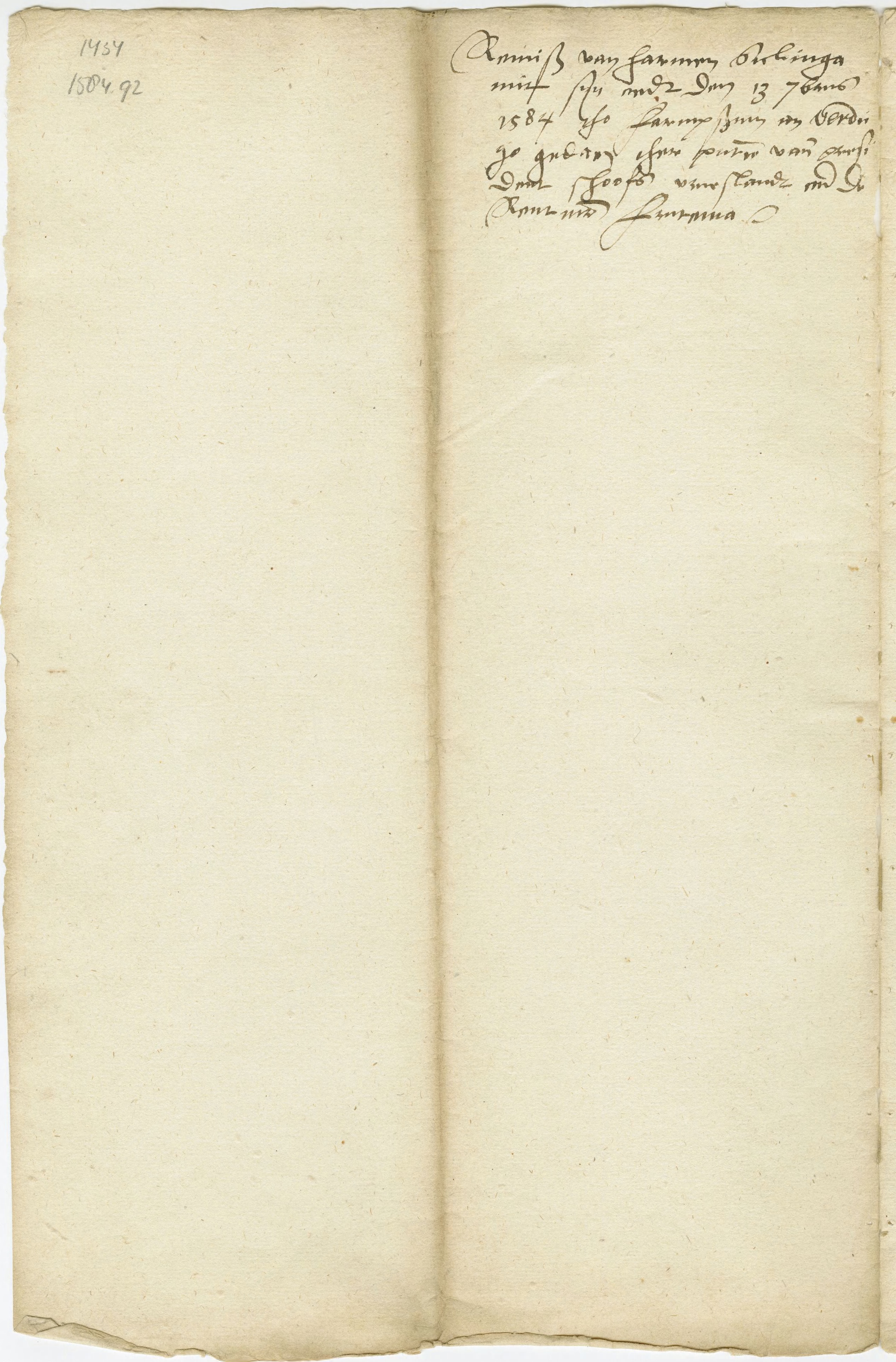
Het laatste blad van de akte van remis

Na deze verzoening keerde Sickinghe voor het eerst weer terug naar de stad. Zo blijkt althans uit aantekening van Eppens waarin hij de Ommelander adel eens te meer op zijn manier beschouwt. Zo beschreef hij dat de vier abten van Aduard, Selwerd, Thesinge en Oldenklooster verbleven en waren ingetogen bij de vijand, met Jurgen Lewe, Wigbolt IJsselmuiden, Harmen Sickinghe en Albert Knotte. 
Waar Harmen in Oost-Friesland waarschijnlijk nog protestants was geweest, eenmaal terug in de stad Groningen zou hij uiteindelijk niet meer toetreden tot de gereformeerde kerk. 
Lang duurde zijn verblijf echter niet want in 1585 werd Sickinghe volgens Eppens, samen met Johan Schaffer te Wolde en twee zonen van Johan Ewsum als ontrouw bestempeld, ondanks het feit dat ze een pardon van de hertog van Parma hadden gekregen. Eppens: ''Overste Harmen Sickinghe, Wigbolt IJsselmuiden en anderen, als gedeputeerden geweest met de abt van Thesinge, mochten in de stad Groningen niet meer verschijnen, nog op landdagen of andere bijeenkomsten spreken''. Zoals zovelen ''teruggekeerde'' raakte Sickinghe bij beide partijen in diskrediet. De stad was zijn ontsnapping in 1578 en zijn rol bij de gewerenkwestie waarschijnlijk nog niet vergeten. 

### Definitieve verzoening met de Stad

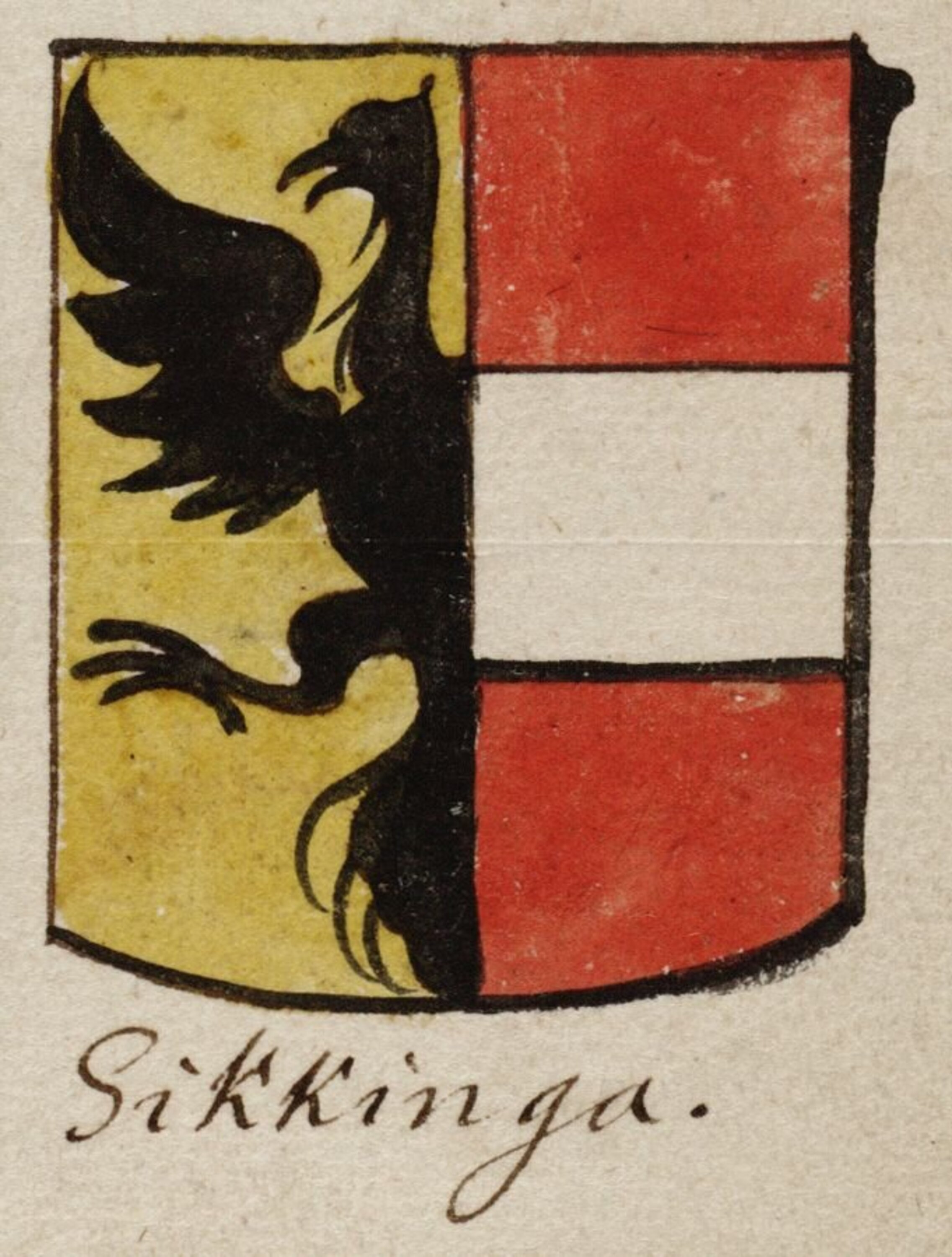
Het wapen van de familie Sickinghe (Sikkinga)

In 1587 leek Sickinghe weer met de Stad verzoend te zijn. Eppens vermeldt dat de namen van enkele delen bij de stad Groningen mede tom rade ingelaten. Daarmee doelt hij waarschijnlijk op de Staten-vergaderingen, die de stad in de laatste jaren van het Spaanse bewind organiseerde. Tot die edelen behoorde Harmen Sickinghe. Over hem werd gezegd dat hij zijn rechten ten aanzien van de Uithuizer rechtstoel weer uitoefende. De verzoening met de stad schijnt definitief geweest te zijn. 
Veel is na deze datum niet meer bekend van Harmen. In 1589 is hij nog betrokken bij de overdracht van het Sickinghe-huis aan het klooster Yesse. 
Op 5 augustus tekenen Harmen, zijn zwager Jurgen Lewe en zijn jongere neef Johan Sickinghe uiteindelijk alsnog de akte van trouw aan de Unie van Utrecht. Zijn zwager en neef tekenden 'onvercort hun religion'. 
Het laatst bekende optreden van Harmen is op 31 januari 1601. Op de provinciale landdag exhibeerde hij een rekest, waarin hij revisie verzocht van een sententie door de Hoofdmannen tussen hem en Abel Coenders Jr. gewezen. Het werd een twistappel tussen Stad en Ommelanden; de laatste waren er voor, de eerste er tegen.  
Enige jaren later, in 1606, was Sickinghe overleden.